# Savoy Brown
Savoy Brown is een Britse bluesrockband, geformeerd in 1965 in Battersea, in het zuidwesten van Londen. Als onderdeel van de bluesrockbeweging uit de late jaren 1960, boekte Savoy Brown vooral succes in de Verenigde Staten, waar ze hun albums promootten met non stop toeren.

## Geschiedenis
De band werd geformeerd door gitarist Kim Simmonds en mondharmonicaspeler John O'Leary, na een toevallige ontmoeting in de Transat Imports-platenwinkel in Lisle Street, Soho in 1965. Het woord 'Savoy' kwam van het Amerikaans blueslabel Savoy Records, omdat de leden van de band het woord 'Savoy' elegant vonden klinken. Ze voegden 'Brown' toe omdat ze dachten dat het een extreem eenvoudig woord was. Over het algemeen noemde de band zichzelf de Savoy Brown Blues Band om de luisteraars te vertellen dat ze chicagoblues-klinkende muziek speelden.
De oorspronkelijke bezetting bestond uit zanger Brice Portius, toetsenist Trevor Jeavons, bassist Ray Chappell, drummer Leo Manning en mondharmonicaspeler John O'Leary (O'Leary verscheen op plaat met de band tijdens de eerste opnamen voor het Purdah-label van Mike Vernon). Portius was een van de eerste zwarte bluesmuzikanten die deel uitmaakte van een Britse rockband. Jeavons werd kort na de formatie van de band en de komst van Martin Stone op gitaar vervangen door Bob Hall. Niet lang na de komst van Stone verliet O'Leary de band als gevolg van een geschil met manager Harry Simmonds. Deze bezetting verscheen op het debuutalbum Shake Down van de band uit 1967, een verzameling bluescovers.
Verdere bezettingswijzigingen volgden, waarbij de oprichters Portius, Chappell en Manning samen met de recent aangeworven gitarist Stone in korte tijd vertrokken. Chris Youlden en 'Lonesome' Dave Peverett zouden respectievelijk de nieuwe zanger en 2e gitarist van de band worden. Aanvankelijk vulden Bob Brunning en Hughie Flint (van John Mayalls Clapton-versie van The Bluesbreakers) de bassist- en drummerposities in op de single Taste and Try (Before You Buy), maar ze werden later vervangen door Rivers Jobe en Bill Bruford. Binnen veertien dagen na de aankomst van Bruford in de band, werd hij vervangen door Roger Earl (Bruford werd later een groot succes als drummer van Yes). Deze bezetting nam in 1968 de twee albums Getting to the Point en Blue Matter op, waaruit  Youlden als songwriter naast Simmonds kwam te staan. Het was deze bezetting die in 1969 de single Train to Nowhere uitbracht. A Step Further werd later dat jaar uitgebracht en introduceerde bassist Tony Stevens ter vervanging van Jobe. Ze ontwikkelden een trouwe aanhang in de Verenigde Staten, dankzij nummers als I'm Tired, een stuwend, melodieus nummer van het album.
Na het uitbrengen van Raw Sienna (ook uitgebracht in 1969) verliet Yulden de band. Raw Sienna was de eerste keer dat een enkele bezetting van de band opeenvolgende albums had opgenomen zonder personeelswisselingen. De band nam hun volgende album Looking In uit 1970 op als een viertal en na dit album vertrokken Peverett, Stevens en Earl om Foghat te formeren met gitarist Rod Price.
Simmonds zette de band voort met Dave Walker op zang, Paul Raymond op keyboards en gitaar, Andy Silvester op bas en Dave Bidwell op drums, bijna de complete Chicken Shack-bezetting.
Ze waren een van de bands waar het Britse Decca Records mee doorging in de magere tijden totdat ze begonnen met het verkopen van platen, het duurde vier of vijf albums voordat ze in de Verenigde Staten begonnen te verkopen. In de late jaren 1960 en 1970 slaagde de band erin door te breken in de Billboard Hot 100. Het uitbrengen van Street Corner Talking uit 1971 omvatte de nummers Tell Mama en Street Corner Talking. De sterrenstatus ontging ze echter voortdurend, misschien gedeeltelijk vanwege hun frequente bezettingswisselingen. Ondanks dat was hun volgende album Hellbound Train (1972) een Top 40-album voor hen in de Verenigde Staten. In januari 1974 meldde het Britse muziektijdschrift NME dat Stan Webb zich bij Savoy Brown voegde, na het uiteenvallen van Chicken Shack.
In de late jaren 1970 versterkte Simmonds de band met zanger Ralph Morman, voorheen van het Joe Perry Project, drummer Keith Boyce en gitarist Barry Paul van The Heavy Metal Kids en bassist John Humphrey. Deze bezetting nam het album Rock 'N' Roll Warriors uit 1981 op, dat Savoy Brown meer succes opleverde dan de band sinds het midden van de jaren 1970 had gezien. De single Run to Me, een cover van een nummer oorspronkelijk opgenomen door Smokie, werd Savoy's best scorende single in de Verenigde Staten, met een piek op nummer 68 in de Billboard Hot 100 in de week van 31 oktober 1981. Dat jaar voerde de band verschillende grote arena-shows uit in de Verenigde Staten naast Judas Priest en nam een livealbum op in de Rainbow Music Hall in Denver. Greatest Hits - Live in Concert werd aan het eind van het jaar uitgebracht, met Run to Me als het enige studionummer, aangezien de single eerder alleen op de Duitse versie van Rock 'N' Roll Warriors was verschenen. Ondanks het succes van deze bezetting stond Simmonds in het voorjaar van 1982 weer alleen.
Zanger Dave Walker keerde eind jaren 1980 terug naar de band en nam twee studioalbums en één livealbum op als leadzanger, maar verliet de band voor de tweede keer in 1991. Alle drie deze projecten met Walker werden goed ontvangen door oude fans. In de jaren 1990 bleef Simmonds werken met verschillende bezettingen van de band, waaronder een korte periode met de toekomstige Molly Hatchet-zanger Phil McCormack.
Hoewel de band nog actief was, de wereld rondtoerde en regelmatig opnam, is alleen Simmonds sinds het begin gebleven. Oorspronkelijk  lid en mondharmonicaspeler John O'Leary was nog actief in het Britse bluescircuit met zijn band Sugarkane. Nadat hij in de jaren 1970 voor het eerst Savoy Brown verliet, voegde zanger Dave Walker zich bij Fleetwood Mac voor één album en begin 1978 werd hij de tijdelijke leadzanger van Black Sabbath. Bassisten waren onder meer: Andy Pyle, die speelde met Mick Abrahams van Jethro Tull in Blodwyn Pig, en later met The Kinks. John Humphrey, die met veel grote artiesten zou gaan werken, waaronder Carole King, Gary Moore en Andy Silvester, speelde na Chicken Shack met Wha-Koo. Savoy Brown bood ook een uitlaatklep voor toetsenist en gitarist Paul Raymond, die later bij UFO ging werken. Drummer Keith Boyce hervormde The Heavy Metal Kids en was actief bij die band. Zanger Ralph Morman verdween halverwege de jaren 1980 van het toneel tot hij in 2011 opkwam met plannen voor een soloproject. Gitarist Barry Paul werd een succesvolle studio-eigenaar in Los Angeles. Zanger Jimmy Kunes, die halverwege de jaren 1980 frontman van de band was, werd  de zanger van de hervormde superband Cactus.
Savoy Brown droeg het nummer A Man Alone bij voor de soundtrack van de film Kickboxer 2.
In 2008 werd Train to Nowhere gebruikt in de tv-serie CSI: NY, in seizoen 4, aflevering 10 - The Thing About Heroes.
Hun eerste album Strange Days voor Blind Pig Records werd uitgebracht in 2003. De band bracht in 2007 nog de plaat Steel uit.
Hun album Voodoo Moon werd in 2011 uitgebracht door Ruf Records.
In 2015, aangekondigd als Kim Simmonds en Savoy Brown, bereikte hun album The Devil to Pay nummer vier in de Amerikaanse Billboard Top Blues Albums-hitlijst.

## Discografie

### Singles
- 1966: I Tried / I Can't Quit You Baby
- 1966: Cold Blooded Woman / True Story
- 1967: Taste and Try, Before You Buy / Someday People
- 1968: Vicksburg Blues / Walking by Myself
- 1968: Train to Nowhere / Tolling Bells
- 1969: I'm Tired / Stay with Me Baby
- 1970: A Hard Way to Go / Waiting in the Bamboo Groove (UK-Single)
- The Incredible Gnome Meets Jaxman (US-Single)
- 1970: Poor Girl / Master Hare
- 1971: Tell Mama / Let It Rock
- 1972: Lost and Lonely Child / If I Could See an End
- 1973: So Tired / The Saddest Feeling
- 1973: Coming Down Your Way / I Can't Find You
- 1973: Shot in the Head / Denim Demon
- ####: Ride On Baby / Everybody Loves a Drinking Man (US)
- ####: Everybody Loves a Drinking Man / Boogie Brothers (UK, D)
- 1976: Walkin' and Talkin' / Stranger Blues
- 1981: Lay Back in the Arms of Someone / Don't Tell Me I Told You
- 1981: Run to Me / Georgie

(zonder promo-singles en ep's)

### Studio-albums
- 1967: Shake Down (als Savoy Brown Blues Band)
- 1968: Getting to the Point
- 1969: Blue Matter
- 1969: A Step Further
- 1970: Raw Sienna
- 1970: Looking In
- 1971: Street Corner Talking
- 1972: Hellbound Train
- 1972: Lion's Share
- 1973: Jack the Toad
- 1974: Boogie Brothers
- 1975: Wire Fire (als Savoy Brown featuring Kim Simmonds, op de cover van de lp)
- 1976: Skin 'n' Bone
- 1978: Savage Return
- 1981: Rock and Roll Warriors
- 1986: Slow Train
- 1988: Make Me Sweat
- 1989: Kings of Boogie
- 1992: Let It Ride
- 1994: Bring It Home
- 1997: Blue Wave
- 1999: The Blues Keep Me Holding On
- 2003: Strange Dreams
- 2007: Steel
- 2011: Voodoo Moon
- 2014: Goin' to the Delta (als Kim Simmonds & Savoy Brown)
- 2015: The Devil to Pay (als Kim Simmonds & Savoy Brown)
- 2017: Witchy Feelin'

### Concertalbums
- 1981: Greatest Hits Live
- 1981: Just Live
- 1985: Live in Central Park
- 1990: Live and Kickin'
- 1998: Live at the Record Plant
- 2000: Jack the Toad Live '70/'72
- 2000: Looking from the Outside Live '60/'70
- 2004: You Should Have Been There!
- 2010: Train to Nowhere (dubbel-cd)
- 2013: Songs from the Road (cd/dvd)

### Compilaties
- 1977: Best of
- 1982: Best of
- 1987: Best of
- 1993: Collection
- 1999: Encore Collection